# Alnus ferdinandi-coburgii
Alnus ferdinandi-coburgii là một loài thực vật có hoa trong họ Betulaceae. Loài này được C.K.Schneid. mô tả khoa học đầu tiên năm 1917.